# London, Midland and Scottish Railway
London, Midland and Scottish Railway, ofta förkortat LMS, var ett brittiskt bolag som bildades i den stora sammanslagningen 1923. Bolaget hade ett geografiskt stort område och trafikerade både England, Skottland, Wales och Irland.

## Bildande
LMS bildades genom en sammanslagning av många bolag, I England, Wales och Skottland var de största:
- Caledonian Railway
- Furness Railway
- Glasgow and South Western Railway
- Highland Railway
- London and North Western Railway (inklusive Lancashire and Yorkshire Railway)
- Midland Railway
- North Staffordshire Railway

På Irland bildades bolaget genom sammanslagning av:
- Dundalk, Newry and Greenore Railway
- Northern Counties Committee
- Joint Midland and Great Northern of Ireland Railway

Dessa tre bolag trafikerade till största delen det som efter Irländska frihetskriget kom att bli Nordirland.

## Avveckling
Efter andra världskriget förstatligades det brittiska järnvägsnätet och London, Midland and Scottish Railway blev tillsammans med Great Western Railway (GWR), London and North Eastern Railway (LNER) och Southern Railway (SR) en del av det nybildade British Rail.